# Jean Gaspard Gassend
Pour les articles homonymes, voir Gassendi (homonymie).
Jean Gaspard Gassend ou Gassendi (né à Champtercier ou à Tartonne le 30 mai 1749 et mort à Paris le 23 octobre 1806) est un ecclésiastique et un parlementaire français sous la Révolution. 
Il est le frère de Jean Jacques Basilien Gassend, membre du Sénat conservateur et Pair de France.

## Biographie
Troisième d’une famille de sept enfants, fils d’un chirurgien appartenant à la famille de Pierre Gassendi, il suit l’enseignement des Oratoriens de Marseille, avant d’entrer dans l’ordre de l’Oratoire à 17 ans. Il est ordonné en 1776, travaille comme professeur, puis obtient une cure à Barras. Le 15 avril 1789, il est élu pour représenter le clergé de la sénéchaussée de Forcalquier aux États généraux appelés pour résoudre la crise financière.
Il répond très tôt à l’appel de l’abbé Grégoire et rejoint le Tiers, dans ce qui devient l’Assemblée constituante. Il est très actif dans l’établissement de la constitution civile du clergé et fait obtenir le siège épiscopal du nouveau département des Basses-Alpes à Digne. En juillet 1791, il choisit le club des Feuillants, peu après la scission d’avec les Jacobins. Il entretient une correspondance intense avec le club politique de son village d’origine.
Après la séparation des députés de la Constituante (septembre 1791), il reprend sa cure de Barras, mais le durcissement de la Révolution et les persécutions religieuses l'inquiètent, et il se cache de décembre 1793 à janvier 1795 (Terreur). Radié de la liste des émigrés, il ne reprend pas ses activités pastorales. Il devient procureur du district de Digne (1795) pendant quelques jours, jusqu’à la constitution de l'an III.
En avril 1798, il est élu député par une assemblée scissionnaire au conseil des Cinq-Cents, siège qu’il n’occupe donc pas. De 1798 à 1799, il est conseiller municipal du canton de Champtercier. Il soutient le coup d’État de Brumaire, et obtient lors de la constitution de cette assemblée un siège de député au Corps législatif en décembre 1799. Il y siège jusqu’à sa mort et y assume la présidence pendant quelques semaines.
Il meurt à Paris le 23 octobre 1806.

### Lire
Gérard Dessolle, Ami citoyen de Digne, Jean-Gaspard Gassend (1749-1806), Digne, Association pour l’étude et la sauvegarde du patrimoine religieux de la Haute-Provence, 2003, 176 p

## Sources
- Jean-Bernard Lacroix, Notice biographique, La Révolution dans les Basses-Alpes, Annales de Haute-Provence, bulletin de la société scientifique et littéraire des Alpes-de-Haute-Provence, no 307, 1er trimestre 1989, 108e année, p. 87-88
- « Jean Gaspard Gassend », dans Adolphe Robert et Gaston Cougny, Dictionnaire des parlementaires français, Edgar Bourloton, 1889-1891 [détail de l’édition]